# 松禾温泉駅
松禾温泉駅（ソンファオンチョンえき、朝鮮語: 송화온천역）は、朝鮮民主主義人民共和国の黄海南道松禾郡の駅で、長淵線に属する。 

## 隣の駅
殷栗線
水橋駅 - 松禾温泉駅 - 楽淵駅